# Gøgsigs Pakhus
Gøgsigs Pakhus er et kulturhus i byen Sindal i Vendsyssel. Bygningen er et købmandspakhus opført omkring århundredskiftet som en del af Sindal Købmandshandel.
Kulturhuset bruges primært til kunstudstillinger og ejes af "Den selvejende Institution Gøgsigs Pakhus". Fra 1986 til 2009 rummede bygningen rummet den årlige "Pakhusudstilling", hvor lokale, anerkendte kunstnere og gæsteudstillere udstillede malerier, skulpturer mm. 
I dag bruges bygningen stadig til kunstudstillinger i sommerhalvåret, hvor det er muligt at leje sig ind i udstillingslokalerne.